# Kubo Tsubasa
Tsubasa Kubo (sinh ngày 10 tháng 11 năm 1993) là một cầu thủ bóng đá người Nhật Bản.

## Sự nghiệp câu lạc bộ
Tsubasa Kubo đã từng chơi cho Fagiano Okayama.